# Caslino d'Erba
Caslino d'Erba (semplicemente Caslino fino al 1882; Caslén in dialetto brianzolo, AFI: /kaˈzléŋ/) è un comune italiano di 1 686 abitanti della provincia di Como in Lombardia. Il comune appartiene al cosiddetto Triangolo Lariano.

## Storia
Secondo Plinio, che cita Catone, i primi abitatori dell'area furono gli Orobi: «Un'orda di popoli selvaggi abitò questa terra rasciutta dalle acque, e spegnendo le fiere, e diradando le selve, e rivolgendo la terra, e affidandole i semi si preparò comode sedi e cibi non inimici all'umana natura», come scrive il Cantù. Riguardo all'origine di questi Orobi, l'ipotesi più accreditata è che fossero Liguri già segnati da una prima fusione con popolazioni celtiche provenienti dalle Alpi nord-orientali, dall'organizzazione sociale fortemente tribale e con uno stile abitativo disseminato. Di questa fase rimane traccia presso il Buco del piombo (paleolitico medio) e presso alcuni resti di accampamento di caccia a Canzo, sulle pendici del monte Rai (mesolitico). Successivamente (età del rame – età del bronzo), in contemporanea con le tracce di una influenza etrusca, l'area compresa fra i monti Barzaghino, Scioscia, Corni di Canzo e Cornizzolo vede una colonizzazione stanziale stabile, di lunghissima e ininterrotta durata.
È certo che verso il 600 a.C. a Caslino si insediarono i Galli, popolo celtico proveniente dall'attuale Francia: questo è il periodo in cui si può datare la fondazione vera e propria di Caslino, questo indipendentemente dal fatto che avesse o meno lo stesso nome di oggi. Il particolare radicamento dell'allevamento caprino e la qualità dei formaggi di latte di capra per cui Caslino è famosa, potrebbero essere antichi quanto lo stesso paese: si sa infatti che le popolazioni celtiche vestivano abiti di pelle e lana caprina e producevano dell'ottimo formaggio. Alcuni sostengono che anche il carattere animoso e leale dei caslinesi abbia in quell'epoca le sue origini.
Da Caslino, in epoca romana, passava la via Mediolanum-Bellasium, strada romana che metteva in comunicazione Mediolanum (Milano) con Bellasium (Bellagio). Denominato anche Gaslino, il nome del paese potrebbe derivare da "casale", o più probabilmente dal lombardo caslin/gaslin col significato di "piccolo castello". Da qui l’origine dei cognomi lombardi Gaslini e Caslini.
La più antica attestazione del toponimo è in alcune carte dell'882, quando il luogo è noto come Castrum Linii o Canteligo.
A dispetto dell'aggiunta "d'Erba", facente riferimento al comune di Erba (all'epoca in espansione) – decretata dal governo sabaudo (1882) per distinguerla da un omonimo comune sempre in provincia di Como, ora frazione di Cadorago – Caslino è sempre stata più legata a Canzo, con cui partecipò alla secessione dalla Pieve civile di Incino, per formare dapprima la Squadra di Canzo (1346) e poi il gruppo più ristretto chiamato Corte di Casale (1403), di cui farà parte fino alla sua soppressione napoleonica nel 1795 e di cui fu il cuore insieme a Canzo e Castelmarte.
Una serie di decreti di riorganizzazione amministrativa del Regno d'Italia napoleonico sancirono l'accorpamento del comune di Caslino dapprima a Canzo (decreto 14 luglio 1807) e, in seguito, a quello di Asso (decreto 30 luglio 1812). L'aggregazione fu tuttavia cancellata dalla Restaurazione, che comportò il ripristino del comune di Caslino.
Nel 1899 (fino al 1971) la stessa entità territoriale fu restaurata, sotto il profilo meramente ecclesiastico, come "vicariato foraneo", mentre dal punto di vista sociale lo stretto legame tra Caslino e Canzo si manifestò, nel corso del Settecento, anche con la condivisione dell'economia serica e, nel Novecento, della vocazione piccolo-industriale della produzione di forbici.

### Simboli
Lo stemma non è ancora stato concesso a norma di legge. I bisanti d'oro ricordano le monete romane trovate tra i reperti archeologici, e di conseguenza le antiche origini del paese.
Il gonfalone è un drappo di giallo.

## Monumenti e luoghi d'interesse

### Architetture religiose

#### Santuario della Madonna di San Calogero

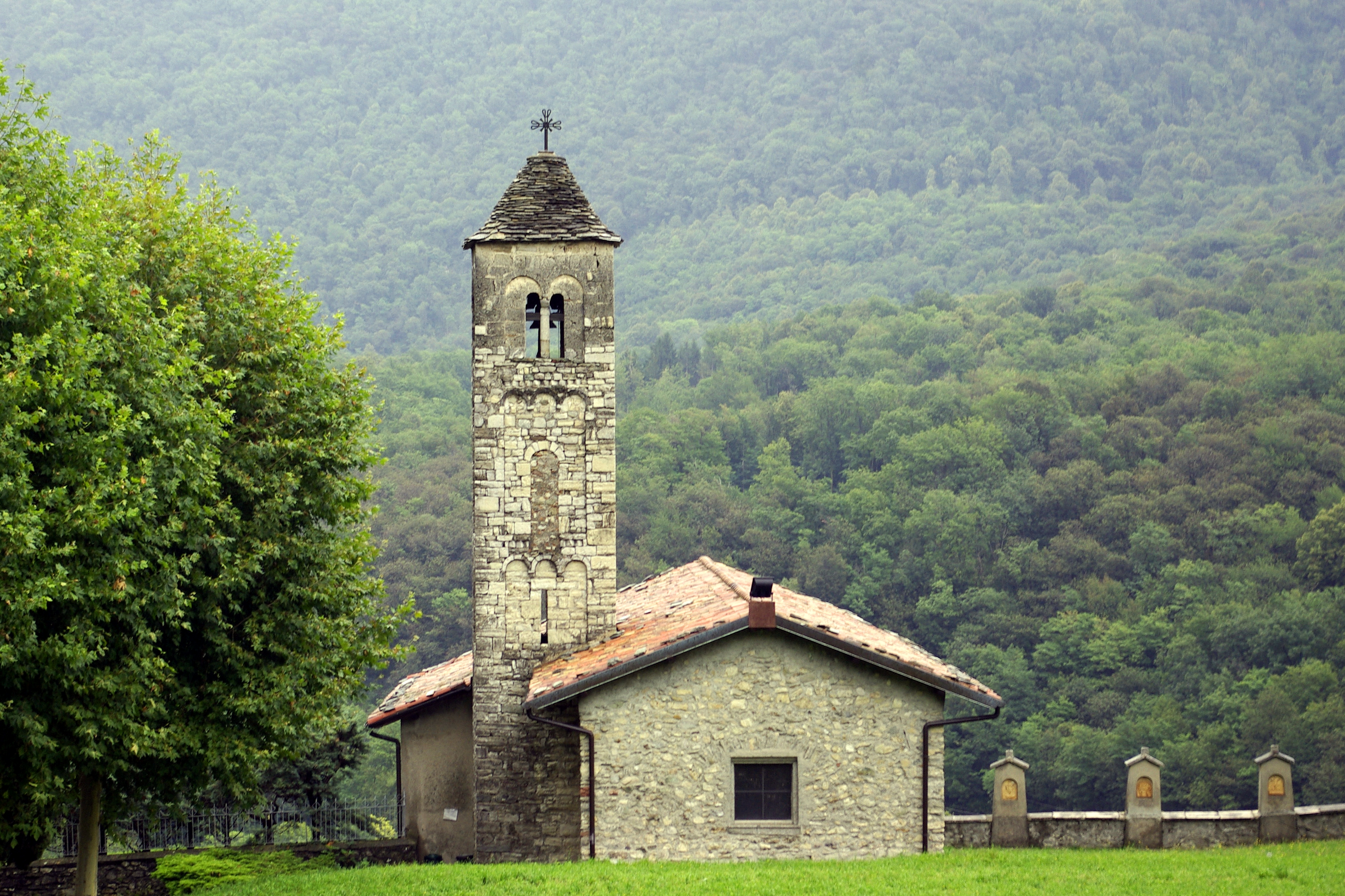
Il Santuario: ben visibile l'antico campanile e tre delle edicole sulla vita di Cristo

Il Santuario della Madonna di San Calogero (o Calocero) è una piccola chiesa, di origine medioevale, situata a circa un chilometro di distanza dal centro abitato, in direzione di Scarenna (frazione di Asso) e di Ravella (frazione di Castelmarte dove il torrente Ravella, proveniente da Canzo, sfocia nel Lambro), sul pendio del monte Barzaghino sovrastante la piccola pianura alluvionale creata dal fiume Lambro tra Asso, Canzo e Caslino. Il suo nome è legato al culto mariano (legato alla tradizione di un'apparizione della Madonna a un bambino affamato) e quello di san Calogero diffuso in tutto il comasco e il cui corpo secondo la tradizione sarebbe stato traslato nell'Abbazia di San Pietro al Monte, sempre sui monti lariani. Il campanile romanico, monumento nazionale, risale al X secolo.

#### Chiesa parrocchiale di Sant'Ambrogio

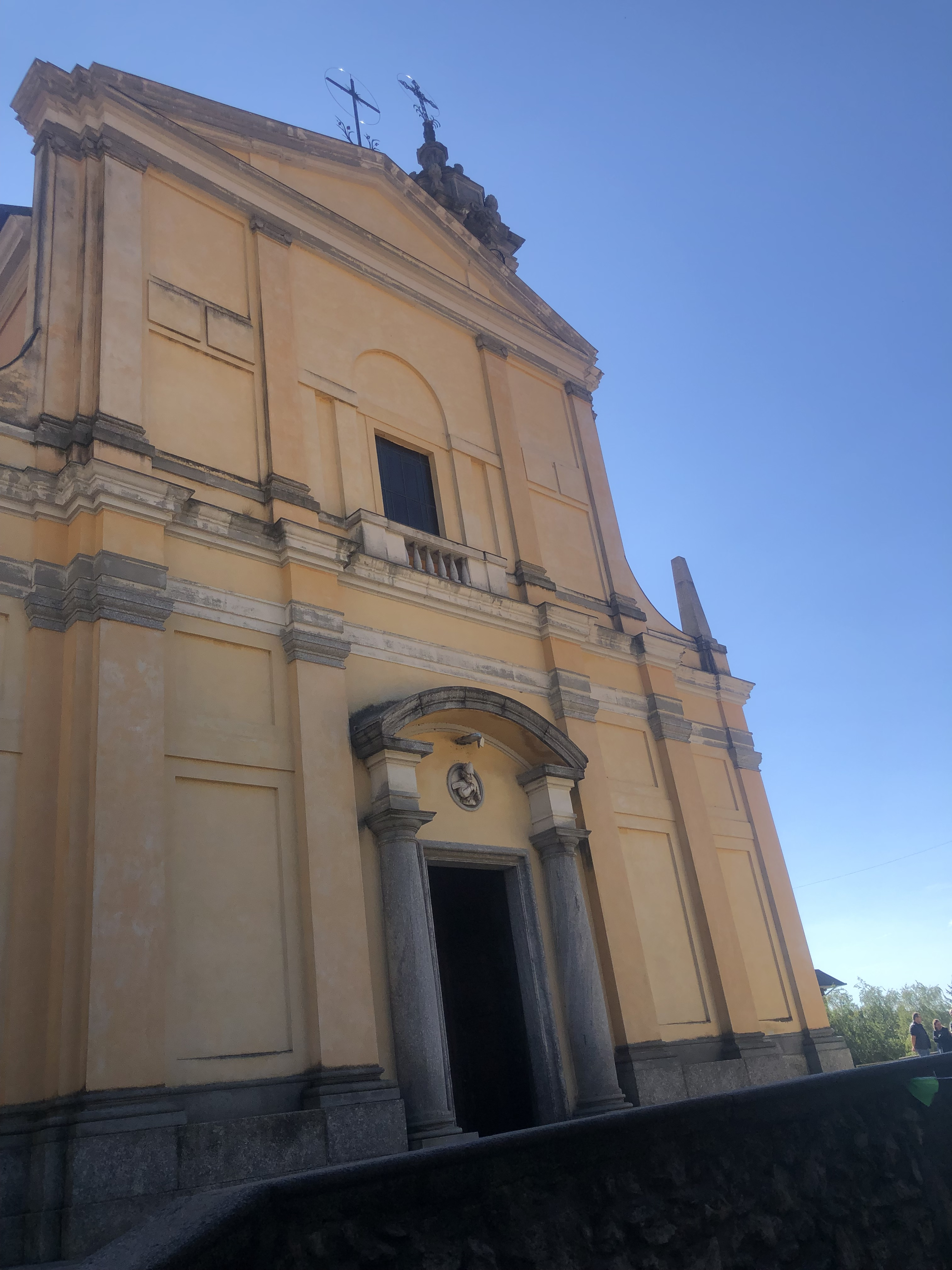
Chiesa di S. Ambrogio

La chiesa di Sant'Ambrogio, progettata in stile barocco castigato dall’architetto Simone Cantoni, fu realizzata tra la metà del XVIII secolo e il 1818 sul luogo in cui si trovava la vecchia chiesa che già dal 1491 fungeva da parrocchiale di Caslino. La riconsacrazione della chiesa avvenne solo nel 1907, per mano di Andrea Carlo Ferrari, al termine di ulteriori lavori perdurati fino al 1896. La dedicazione della chiesa testimonia l'antica giurisdizione non solo ecclesiastica ma anche economica nei confronti dell'arcidiocesi di Milano.
Esternamente, la facciata ovest fu completata negli anni 1933-1934, secondo un progetto di Paolo Mezzanotte. Il portale bronzeo, opera di Geminiano Cibau, riporta scene ispirate ad otto episodi particolari della vita di Sant'Ambrogio, raffigurato anche in un mezzo busto collocato sulla stessa facciata.
L'interno fu riccamente affrescato da Luigi Tagliaferri, attivo nella chiesa in due riprese: nel 1893 e nel 1896. Tra gli affreschi realizzati nella prima fase, i due grandi dipinti delle pareti laterali del presbiterio, raffiguranti due episodi legati alla vita del santo titolare della chiesa. Alla seconda fase risale invece la Gloria di Sant'Ambrogio affrescata sulla volta della cupola del presbiterio. Allo stesso autore si devono gli affreschi delle vele, raffiguranti i quattro Evangelisti. L'altare ospita un paliotto in metallo, nel quale si trovano raffigurazioni di un'Ultima Cena, degli Evangelisti e dei santi Carlo Borromeo e Ambrogio.

#### Altre architetture religiose
- L'Oratorio di San Gregorio[23] è menzionato negli atti della visita pastorale dell'arcivescovo Giuseppe Pozzobonelli nella pieve di Incino del 1752[18]. Al suo interno conserva alcuni affreschi della metà del XVI secolo, opera del pittore Lazzaro Gerosa, il quale fu attivo anche presso l'Abbazia di San Pietro al Monte[24]. Fuori dall'oratorio trova posto una via Crucis del Settecento[25]
- L'oratorio di Santa Chiara, realizzato tra il 1951 e il settembre del 1955, si trova nei pressi della Cascinetta[26].
- La cappella dei Morti della Selva, dedicata alla B.V. Maria e ai santi Carlo e Rocco, si trova poco distante dal ponte detto del Murnèe, nel luogo laddove furono sepolti 1630 morti di peste[6]. La cappella riporta una serie di affreschi del 1687, raffiguranti i due santi titolari della cappella e Gesù inginocchiato davanti alla Madonna[27].
- La cappella dei Morti, dedicata all'Annunciazione, è situata sulla mulattiera che conduce al Palanzone. La cappella è ornata da tre affreschi, risalenti al 1886, in cui sono raffigurati l’Arcangelo Gabriele mentre reca alla Vergine l'annuncio divino (al centro), Sant'Ambrogio e San Giuseppe (ai lati)[27]. Di più recente fattura (1949) è la Chiesetta del Forum franciscanum, raggiungibile proseguendo la salita lungo la stessa mulattiera e situata al termine di un viale caratterizzato da cappelle raffiguranti una serie di episodi della vita di san Francesco[28]
- La cappella della Cascina Bianca è invece dedicata all’Immacolata (ivi raffigurata in una pala d'altare) e a San Giobbe[27]
- La Cappella del Forum Franciscanum, sul monte Paniga[6]

### Architetture civili

#### Casa Pecori
In centro paese si trova Casa Pecori, un palazzo Settecentesco con annesso cortile porticato. Al suo interno comprende due sale i cui soffitti riportano affreschi di Filippo Comerio su temi naturali e legati all’agricoltura. Menzione di Casa Pecori si trova in uno scritto di Pietro Verri datato 1762. Il palazzo comprende anche una cappella affrescata, con altare in macchia vecchia con intarsio. In un primo tempo, il complesso era di proprietà della famiglia Morello, a cui si deve la promozione della lavorazione della seta in Caslino. Passata nelle mani dei Castelletti, l'edificio entrò a far parte delle proprietà della famiglia fiorentina dei Pecori grazie a un matrimonio tra Placida Castelletti e il cavaliere Enrico Pecori. Un muro esterno della Casa riporta un affresco del Santo Crocifisso di devozione popolare.

#### Altro
- Il complesso di Villa Invernizzi,[30] sorto a partire da una filanda risalente al 1550.[25]
- "Forum Franciscanum cenacolo di artisti, scrittori, professionisti", un centro di promozione culturale che conserva numerose opere artistiche legate allo spirito del francescanesimo[31].

### Architetture militari
Nella zona centrale del paese si trovano i ruderi della "Ca' Piria", una torre di segnalazione a base quadrata di circa 25 m2 risalente all'XI secolo e demolita attorno alla metà del Novecento. Alcuni documenti datati 1474 rivelano come la torre, originariamente merlata, fosse formata da tre locali soprastanti l’un l'altro. Il nome "Capiria" deriva dal greco Pyros (fuoco).

### Aree naturali

#### Le Bistonde
Il torrente Piot, nominato Bisonte in alcune antiche carte comunali, segue un caratteristico percorso tra diverse vasche scavate nella roccia, chiamate rispettivamente: Bistonda, Bistondino, Bistondone, Bistonda Vecchia e Zoc Ruman. Dal Bistondino, di forma circolare, l'acqua passa in un canale naturale lungo 15 metri e, con un salto di 12 metri, si getta nella Bistonda, profonda circa 16 metri. Un ulteriore salto di 30 metri porta quindi a un fosso profondo 3 metri: il Bistondone. Nei pressi delle tre bistonde è possibile trovare la buca Bistonda Vecchia, attualmente priva d'acqua. Poco più a valle è invece il Zoc Ruman, un bacino di 4 metri di profondità che presenta una cascata di 6 metri d’altezza.

#### Grotte
- La “Boegia del Boldrin” è una caverna dall’apertura di 4 metri, suddivisa in 3 camere ingombre di macigni dalla forma di antichi sepolcri[29]
- La Buca di Polemma, il cui nome deriva da un’altura a nord di Caslino, è una grotta che si presenta con un ingresso di circa 1 metro di larghezza, 7 in lunghezza e 2 in profondità, per poi allargarsi secondo una forma circolare[29]

#### Acqua Santa
Nel 1574, durante la prima visita pastorale alla parrocchia di Caslino, l'arcivescovo di Milano e futuro santo Carlo Borromeo benedisse una fonte che, secondo la tradizione da quel momento fu costantemente alimentata da acqua limpidissima persino in periodi di siccità. Per questa ragione, la fonte è ancor oggi nota con il nome "Acqua Santa".

## Società

### Evoluzione demografica
- 510 nel 1751[34]
- 647 nel 1771[35]
- 613 nel 1790[36]
- 661 nel 1799[8]
- 670 nel 1805[8]
- 614 nel 1809, prima dell'annessione a Canzo dello stesso anno[8]
- annessione ad Asso nel 1812
- 900 nel 1853[9]

Abitanti censiti

## Amministrazione
| Periodo        | Periodo        | Primo cittadino           | Partito                         | Carica  | Note   |
| -------------- | -------------- | ------------------------- | ------------------------------- | ------- | ------ |
| 23 aprile 1995 | 13 giugno 1999 | Giuseppe Sartorio         | lista civica di centro-sinistra | Sindaco | [ 38 ] |
| 13 giugno 1999 | 13 giugno 2004 | Giorgio Stefano Locatelli | lista civica                    | Sindaco | [ 38 ] |
| 13 giugno 2004 | 7 giugno 2009  | Giorgio Stefano Locatelli | lista civica                    | Sindaco | [ 38 ] |
| 7 giugno 2009  | 25 maggio 2014 | Donatella Pontiggia       | lista civica                    | Sindaco | [ 38 ] |
| 25 maggio 2014 | 26 maggio 2019 | Marcello Pontiggia        | lista civica Vivere Caslino     | Sindaco | [ 38 ] |
| 26 maggio 2019 | 9 giugno 2024  | Marcello Pontiggia        | lista civica Vivere Caslino     | Sindaco | [ 38 ] |
| 9 giugno 2024  | in carica      | Marco Colombo             | lista civica Essere Caslino     | Sindaco | [ 38 ] |

### Esplicative
1. ↑  ortografia classica
2. ↑  Si veda: l'abitato di Büdracch. È plausibile che attorno ad esso vi fossero già piccoli villaggi e luoghi di vedetta e caccia, da cui sarebbero sorti, per esempio, Scarenna, Casargh, Lünaa, Caslino, Castelmarte, Proserpio, Mariaga, Carella.
3. ↑  Nel 1503 Bernardino Corio, nella sua opera sulle origini e la storia di Milano, ipotizza che Castelmarte sia stata fondata da quattro "nobilissimi fratelli" proprio attorno a quella data.
4. ↑  Vi è infatti la possibilità che l'etimologia latina sia o la traduzione o l'adattamento fonetico di un toponimo gallico.
5. ↑  Analogamente a Castelmarte, dovette essere concepito come luogo di presidio all'ingresso del lembo di terra pianeggiante a nord, circondato dalle montagne, di cui è attestata la colonizzazione umana fra l'8000 e il 2000 a.C.
6. ↑  In epoca protostorica Canzo e Caslino formavano un'unica area tribale caratterizzata da un molto marcato culto dell'acqua. Sotto alla chiesa di San Calogero sono presenti i resti di un edificio sacro precedente con iscrizione di dedicazione alle ninfe acquatiche (v. Anguana).
7. ↑  Dal 1809 al 1812 formò però un unico comune con Canzo, Castelmarte e Proserpio, mentre negli anni successivi (fino al 1815) seguì le sorti di Scarenna.
8. ↑  Anche alcuni cognomi, come Masciadri, Locatelli, Prina e altri, sono caratteristici di quest'area omogenea.

### Bibliografiche
1. 1 2   Bilancio demografico mensile anno 2025 (dati provvisori), su demo.istat.it, ISTAT.
2. ↑   Classificazione sismica (XLS), su rischi.protezionecivile.gov.it.
3. ↑   Tabella dei gradi/giorno dei Comuni italiani raggruppati per Regione e Provincia (PDF), in Legge 26 agosto 1993, n. 412, allegato A, Agenzia nazionale per le nuove tecnologie, l'energia e lo sviluppo economico sostenibile, 1º marzo 2011,  p. 151. URL consultato il 25 aprile 2012 (archiviato dall'url originale il 1º gennaio 2017).
4. ↑   AA. VV., Dizionario di toponomastica. Storia e significato dei nomi geografici italiani., Milano, Garzanti, 1996,  p. 157, ISBN 88-11-30500-4.
5. ↑  Cfr. F. Cherubini, Dizionario Milanese-Italiano, 1840.
6. 1 2 3 4  Borghese, p. 147.
7. 1 2  Zastrow, p. 27.
8. 1 2 3 4   Comune di Caslino, 1798 - 1809, su Istituzioni storiche – Lombardia Beni Culturali. URL consultato il 29 aprile 2020.
9. 1 2   Comune di Caslino, 1816 - 1859, su Istituzioni storiche – Lombardia Beni Culturali. URL consultato il 29 aprile 2020.
10. ↑  Lombardia Beni Culturali. Nascita e sviluppo dell'industria serica...
11. ↑   Coltelleria, in Treccani.it – Enciclopedie on line, Roma, Istituto dell'Enciclopedia Italiana, 1931.
12. ↑   Caslino d'Erba, su Stemmi dei Comuni della Provincia di Como. URL consultato il 23 ottobre 2022.
13. ↑   Comune di Caslino d'Erba, su comune.caslinoderba.co.it. URL consultato il 24 marzo 2020 (archiviato dall'url originale il 24 marzo 2020).
14. ↑   RomaniCOMO, su romanicomo.it. URL consultato il 22 marzo 2020 (archiviato dall'url originale il 15 agosto 2020).
15. ↑   Chiesa di S. Ambrogio - complesso, Via S. Ambrogio - Caslino d'Erba (CO), su Architetture – Lombardia Beni Culturali. URL consultato il 22 marzo 2020.
16. 1 2  Zastrow, p. 166.
17. 1 2   Comune di Caslino d'Erba, su comune.caslinoderba.co.it. URL consultato il 23 marzo 2020 (archiviato dall'url originale il 23 marzo 2020).
18. 1 2   SIUSA - Parrocchia di S. Ambrogio in Caslino d'Erba, su siusa.archivi.beniculturali.it. URL consultato il 23 marzo 2020.
19. 1 2 3 4 5  Zastrow, p. 168.
20. 1 2 3  Zastrow, p. 184.
21. ↑  Zastrow, p. 21.
22. ↑  Zastrow, p. 176.
23. ↑   Chiesa di S. Gregorio, Via S. Calogero - Caslino d'Erba (CO), su Architetture – Lombardia Beni Culturali. URL consultato il 22 marzo 2020.
24. ↑   Chiara Meroni, L'oratorio di San Rocco a Castelmarte, in Como e dintorni, n. 86, Maggio 2011,  pp. 67-70.
25. 1 2  TCI, Guida d'Italia [...], p. 291.
26. ↑   Comune di Caslino d'Erba, su comune.caslinoderba.co.it. URL consultato il 23 marzo 2020 (archiviato dall'url originale il 24 marzo 2020).
27. 1 2 3   Comune di Caslino d'Erba, su comune.caslinoderba.co.it. URL consultato il 23 marzo 2020 (archiviato dall'url originale il 24 marzo 2020).
28. ↑   Comune di Caslino d'Erba, su comune.caslinoderba.co.it. URL consultato il 23 marzo 2020 (archiviato dall'url originale il 24 marzo 2020).
29. 1 2 3 4 5 6 7 8 9 10 11   Comune di Caslino d'Erba, su halleyweb.com. URL consultato il 23 marzo 2020.
30. ↑   Villa Invernizzi - complesso, Piazza G. Mazzini - Caslino d'Erba (CO), su Architetture – Lombardia Beni Culturali. URL consultato il 22 marzo 2020.
31. ↑   FONDAZIONE GENNARI, su fondazionegennari.com. URL consultato il 23 marzo 2020.
32. ↑   Ca' Piria, Caslino d'Erba (CO), su Architetture – Lombardia Beni Culturali. URL consultato il 22 marzo 2020.
33. ↑   Comune di Caslino d'Erba, su comune.caslinoderba.co.it. URL consultato il 23 marzo 2020 (archiviato dall'url originale il 24 marzo 2020).
34. ↑   Comune di Caslino, sec. XIV - 1757, su Istituzioni storiche – Lombardia Beni Culturali. URL consultato il 29 aprile 2020.
35. ↑   Comune di Caslino, 1757 - 1797, su Istituzioni storiche – Lombardia Beni Culturali. URL consultato il 29 aprile 2020.
36. ↑   Francesco Bombognini, Antiquario della diocesi di Milano : contenente diverse notizie storiche sacre e profane di tutte le parrocchie forensi distribuite in sei regioni : con un elenco delle chiese plebane e figliali e loro rispettiva popolazione, Milano, Stamperia di Luigi Veladini, 1790,  p. 243.
37. ↑  Dati tratti da:
  -  Popolazione residente dei comuni. Censimenti dal 1861 al 1991 (PDF), su ebiblio.istat.it, ISTAT.
  -  Popolazione residente per territorio – serie storica, su esploradati.censimentopopolazione.istat.it.
Nota bene: il dato del 2021 si riferisce al dato del censimento permanente al 31 dicembre di quell'anno.
38. 1 2 3 4 5 6 7   Anagrafe degli amministratori locali e regionali, su amministratori.interno.gov.it. URL consultato il 13 maggio 2023.